# Roger Zare
Roger Joseph Zare (Sarasota, 1985) è un compositore e pianista statunitense. Con sede a Chicago, è conosciuto soprattutto per i suoi lavori per orchestra e fiati, molti dei quali hanno ricevuto significativi riconoscimenti nella comunità musicale contemporanea.

## Biografia
Zare crebbe a Sarasota, Florida ed iniziò a suonare il piano all'età di 5 anni, violino all'età di 11 anni e iniziò a comporre all'età di 14 anni. Ricevette il suo B.M. dalla USC Thornton School of Music nel 2007, il suo MM (Master of Music) dal Peabody Institute nel 2009 e il DMA (Doctor of Musical Arts) dall'università del Michigan nel 2012. Tra gli insegnanti di Zare figurano Bright Sheng, Kristin Kuster, Paul Schoenfield, Michael Daugherty, Derek Bermel, David Smooke, Christopher Theofanidis, Tamar Diesendruck, Donald Crockett, Morten Lauridsen, Frederick Lesemann e Rex Willis. Prima della sua carriera universitaria, Zare aveva frequentato la Pine View School di Osprey, in Florida.

### 2005-2010
Nel 2005, mentre studiava con Tamar Diesendruck alla USC, Zare vinse la 65ª commissione annuale della First Music della Youth Symphony di New York e fu il più giovane compositore della storia della fondazione a ricevere quell'onore, segnando l'inizio della sua carriera professionale.
Per il gruppo Zare scrisse The Other Rainbow, che fu presentato per la prima volta alla Carnegie Hall nel 2006. Nello stesso anno il suo pezzo orchestrale del 2004 Fog fu eseguito dalla Sarasota Orchestra sotto la direzione di Leif Bjaland.
Nel 2007 il lavoro di Zare Green Flash fondamentale per la sua carriera fu presentato in anteprima alla USC sotto la direzione del compositore e direttore d'orchestra Donald Crockett. Green Flash fu eseguito in anteprima dall'American Composers Orchestra Underwood Readings del 2008, diretta da Anne Manson e Zare vinse successivamente la Commissione Underwood del 2008. Green Flash ricevette inoltre il premio Rudolf Nissim 2009 dell'ASCAP e il prestigioso premio di compositore per studenti BMI nel 2007 e il concorso di composizione Symphony in C nel 2011. Green Flash fu successivamente pubblicato dalla Theodore Presser Company.
Dopo le esecuzioni della Underwood Christopher Rouse, membro della facoltà Juilliard e compositore, vincitore del Premio Pulitzer scrisse nel 2009:
Sempre nel 2007 Zare fu invitato allo spettacolo di Decollo della USC Thornton Wind Ensemble, diretta dal leggendario H. Robert Reynolds. Il Decollo avrebbe poi vinto il primo premio nel 3º Concorso Frank Ticheli, categoria 2, per lavori classificati 3-4. Successivamente fu eseguito presso la Midwest Clinic dalla Mason High School Wind Symphony, diretto da Micah Ewing e pubblicato da Manhattan Beach Music nel 2016.
L'Underwood Commission di Zare della American Composers Orchestra del 2008 era un lavoro di un solo movimento di quindici minuti intitolato Time Lapse, presentato in anteprima all'ACO, diretto da Anne Manson alla Carnegie Hall. Concentrandosi su gesti che sarebbero stati espansi o compressi temporaneamente, questo lavoro include una tecnica estesa che consiste nel legare il nastro magnetico alle corde del pianoforte e dell'arpa per creare un effetto ad arco etereo. Questa tecnica fu sviluppata per la prima volta da David Smooke e una dimostrazione di questa tecnica è disponibile su YouTube. Altri lavori di Zare che utilizzano nastri magnetici comprendono Oneironaut's Journey, presentato dall'Aspen Contemporary Ensemble nel 2010 e Alarum Bells, commissionato e interpretato da Jeannette Fang nel 2015. Alarum Bells utilizza anche super sfere di gomma come preparazione per il pianoforte, sfere che rimbalzano sulle corde del pianoforte per creare un effetto a campana. In precedenza, nel 2006, il primo lavoro di Zare per pianoforte preparato, Dark and Stormy Night, prevedeva il posizionamento e la manipolazione di palline da ping pong sulle corde del pianoforte per creare suoni sferraglianti ed effetti teatrali quando le sfere rimbalzavano imprevedibilmente nell'aria. Sia Alarum Bells che Dark and Stormy Night richiedono un assistente alle pagine obbligatorio che aiuti il pianista con i compiti legati ai preparativi.
Zare ricevette un altro premio BMI per il suo lavoro orchestrale, Aerodynamics nel 2009 e ricevette la menzione d'onore nel premio ASCAP Frederick Fennell 2012 per la sua trascrizione di gruppo di fiati. Questo lavoro fu scelto anche per il Minnesota Orchestra Composer Institute del 2009, poi curato da Aaron Jay Kernis e fu diretto da Osmo Vänskä.

### 2010-2015
Nel 2010 Zare ricevette il premio Charles Ives e una borsa di studio per il programma Aspen Music Festival and School Composition Masterclass. Zare fu anche scelto per il seminario di compositore-direttore del Festival di Cabrillo di musica contemporanea, gestito dalla Guild of the Conductors. Christopher Lees e Jordan Randall Smith entrambi diressero Aerodinamics con la Cabrillo Festival Orchestra. Più tardi nel 2010 Zare fu invitato a diventare compositore in residenza al Chamber Music Festival di Lexington, allora noto come UBS Chamber Music Festival, diretto dal violinista Nathan Cole. Zare trascorse una settimana in residenza a Lexington, nel Kentucky, presentò la sua musica alle scuole locali e si esibì in un concerto di famiglia con gli altri musicisti del festival. Zare fu incaricato di scrivere un quartetto per clarinetto, violino, violoncello e pianoforte e il lavoro risultante, Geometries, fu eseguito molte volte, comprendendo due esecuzioni ad Hong Kong nel laboratorio Intimacy of Creativity del 2013, diretto da Bright Sheng, ed a l'Hong Kong International Chamber Music Festival del 2014, dove Zare eseguì Geometries con il violinista Cho-Liang Lin, il violoncellista Jian Wang e il clarinettista Burt Hara.
Nel 2011 Zare fu incaricato dal clarinettista Alexander Fiterstein di scrivere un concerto per clarinetto e gruppo di fiati. Bennu's Fire fu presentato per la prima volta da Fiterstein e dal Northridge Wind Ensemble della California State University alla Conferenza "Clarinetfest" dell'International Clarinetfest del 2011 a Northridge. Bennu's Fire ricevette anche un premio ASCAP Morton Gould nel 2012 e un premio di compositore studente BMI. Da allora Bennu's Fire è stato eseguito dalla United States Air Force Band, con il sergente tecnico Brian Wahrlich come solista.
Per tutta l'estate del 2012 Zare è stato compositore in residenza con il Salt Bayfestival di Damariscotta e fece tre viaggi per presentare la sua musica ai mecenati del festival. Attraverso un programma chiamato "Sound Investment" fu incaricato da un consorzio di mecenati di scrivere un nuovo pezzo per il festival, sulla Elettrodinamica dei Corpi in Movimento. Prendendo il nome dall'omonimo articolo di Albert Einstein che descrive la sua teoria della relatività speciale, la musica fornisce una descrizione uditiva dell'accelerazione a velocità relativistiche.
Zare si è concentrato sulla scrittura per gruppi di fiati fin dai primi anni del 2010. Nel 2012 con l'aiuto di H. Robert Reynolds, Zare organizzò un consorzio di 29 membri di un gruppo di fiati collegiali per commissionare Mare Tranquillitatis. Originariamente per orchestra d'archi e commissionato da Jeffrey Bishop alla Shawnee Mission Northwest High School nel 2007, questo lavoro prende il nome dal sito di atterraggio dell'Apollo 11 sulla luna. Dal 2012 la versione per gruppo di fiati di Mare Tranquillitatis è stata rappresentata oltre 80 volte, incluse due esibizioni nel luglio 2016 dalla Banda dell'esercito degli Stati Uniti "Pershing's Own". Zare ha lavorato in molte residenze nelle università e nelle scuole superiori degli Stati Uniti e le sue opere per fiati sono state eseguite nelle conferenze regionali del CBDNA, nella Midwest Clinic, nella conferenza dell'Associazione degli educatori della musica del Texas e da numerose bande d'onore.
Nell'autunno del 2012 Zare fu onorato come il Compositore dell'anno della Sioux City Symphony Orchestra. Zare partecipò all'orchestra sinfonica per una settimana di residenza, durante la quale visitò anche scuole e college locali per incontrare studenti di composizione, insegnare masterclass e presentare il suo processo compositivo. Il culmine di questa settimana è stata una rappresentazione di Aerodynamics della Sioux City Symphony, diretta da Ryan Haskins, e la prima di Spectral Fanfare, un'opera per ottetto di ottoni e percussioni sullo stesso programma.
Più tardi nell'autunno del 2012 Zare compose Fractal Miniatures per il nuovo gruppo di musica SONAR di Baltimora. Originariamente per nonetto misto, Zare realizzò anche versioni per sestetto misto e orchestra completa. Fractal Miniatures ha vinto la convocazione per partiture della Boston New Music Initiative nel 2014, il concorso di composizione di Boston Musica Viva del 2014, il Premio di composizione Northridge del 2015, il concorso di composizione del Red State Festival del 2015 nell'Illinois State National nella categoria orchestra da camera e il gran premio in Cina - Concorso per i compositori emergenti nel 2016. Fractal Miniatures è un insieme di otto brevi movimenti che rappresentano impressioni artistiche di vari frattali. La simmetria e la natura ricorsiva dei frattali informa la costruzione di questo lavoro su più livelli e la sua energia viscerale, il contrasto tra forme angolari e arrotondate e il vibrante palato armonico connettono fortemente questo pezzo alla natura visiva di gran parte della musica di Zare.
Abbracciando il suo amore per la scienza, nel luglio 2014, Zare ha partecipato a un seminario presentato dal CERN al Montreux Jazz Festival, The Physics of Music e The Music of Physics (La fisica della Musica e la musica della Fisica). Dall'altra parte del lago dal Large Hadron Collider, il Donald Sinta Quartet si unì a lui a Montreux, in Svizzera, e suonò i suoi quartetti di sassofono, LHC e Z (4430).

### 2015-
Durante la primavera del 2015 il lavoro orchestrale di Zare, Tectonics, trionfò nel 3º Concorso di composizione contemporanea di Senzoku, tenutosi a Tokyo. Originariamente scritto come tesi di dottorato presso l'Università del Michigan, Tectonics è stato interpretato dalla Senzoku New Philharmonic Orchestra e ha ricevuto il primo premio nella categoria orchestrale del concorso.
Uno dei più grandi interessi di Zare è stato il programma spaziale della NASA e segue avidamente sia le missioni umane che quelle senza pilota mentre la NASA cerca di esplorare il nostro sistema solare. Ispirato alla prima missione della NASA sul pianeta nano Plutone, Zare ha composto un'opera intitolata alla sonda New Horizons nel 2015. Una commissione del Chesapeake Chamber Music Festival, diretta da Marcy Rosen e J. Lawrie Bloom, è stata eseguita in anteprima a giugno 2015.
Più tardi nel 2015 Zare è stato incaricato dalla Missouri Western State University di scrivere un'opera che celebrasse il centenario dell'università. Il suo lavoro celebrativo, We Are the Movers and Shakers, per coro ed gruppo di fiati ha dato vita alla prima stanza della famosa Ode di Arthur O'Shaughnessy.
Nell'autunno del 2015 Zare ha ricevuto un premio Copland House per la residenza. Durante il suo soggiorno di un mese presso la casa di Aaron Copland a Cortland, Zare compose una sonata per sassofono ispirata al ciclo della pioggia per Scotty Phillips, che l'ha presentata in anteprima alla North American Saxophone Alliance Biennial Conference nel marzo 2016.
Durante la primavera del 2016 Zare è stato uno dei sei compositori selezionati per partecipare al Chicago Civic Orchestra Composers Project. Il suo lavoro, Lunation 1113, è stato provato dai membri degli Eighth Blackbird ed è stato eseguito al Chicago Symphony Center nel maggio 2016.

## Discografia
- Collider del Donald Sinta Quartet - LHC e Z(4430).[53]
- Confluences (Mark Records) della Drake University Wind Symphony, diretto da Robert Muenier - Mare Tranquillitatis[54]
- Unraveled dall'Akropolis Reed Quintet - Variazioni sull'entropia inversa.
- Voicings (GIA Publications) della Wind Symphony dell'Università del Nord del Texas, diretto da Eugene Corporon - Lift-Off.[55]
- Teaching Music Through Performance in Band Volume 10 (Pubblicazioni GIA) della Wind Symphony dell'Università del Nord del Texas, diretta da Eugene Corporon - Mare Tranquillitatis.[56]
- My Song (NAMI Records Japan) di Kayako Matsunaga - Dark and Stormy Night.[57]